# アナタ・ボリビア
アナタ・ボリビア（Anata Bolivia）は、ボリビアのフォルクローレグループ。

## 歴史
ボリビア、ラパス市にて2005年10月20日に結成。
当時の結成メンバーは、
- エクトル・テラサス(Hector Terrazas)
- ワルテル・チュマセロ(Walter Chumacero)
- ホセ・ロドリゲス(José Rodriguez)
- サロモン・リオス(Salomon Rios)
- 秋元広行
- フアンカルロス・ママニ(Juan Carlos Mamani)

の6名であった。
結成とともに、第1作目のアルバムとなる「Mosoj Llajta(新たな大地)」を発表。当時はペーニャなどでの演奏を中心に活動を行っていた。多いときには月に20回以上の演奏をこなしていた。
2008年、2枚目となるアルバム「Hasta en mis sueños... Mujer夢の中でも貴女を想って」を、ボリビア最大手のレコード会社「ディスコランディア(Discolandia)」より発表。
2009年、読売テレビ『グッと!地球便 〜海の向こうの大切な人へ〜』に出演。
2010年、3枚目となるアルバム「De la PAz al Mundo(ラパスから世界へ)」を、同レコード会社「ディスコランディア(Discolandia)」より発表。同年、テレビ東京「日曜ビッグバラエティ」にて「世界の偏狭で頑張る日本人」に出演。また、オランダのマキシマ王女が出席した夕食会にて演奏。その後、日本の民主音楽協会の招聘により、大阪、奈良で計16会場での公演を行う。
2011年、東京、京都、香川、愛媛の計27会場で公演を行う。

## メンバー
- エクトル・テラサス(Hector Terrazas)～ボーカル、パーカッション
- ワルテル・チュマセロ(Walter Chumacero)～ギター、チャランゴ、ボーカル
- 秋元広行～ボーカル、ギター
- グスターボ・ベネーガス(Gustavo Venegas)～ビエントス

秋元広行は2012年9月に、日本の内閣官房国家戦略室による「世界で活躍し『日本』を発信する日本人プロジェクト」に選出、表彰された。

## 代表曲
- 戻っておくれ(Vuelve Corazón)
- 間違えないで(No Te Equivoques)
- ありがとーば(Arigatoba)
- ミニブス(Mini Bus)